# Tour de Suisse 2023
Tour de Suisse 2023 var den 86:e upplagan av det schweiziska etapploppet Tour de Suisse. Cykelloppets åtta etapper kördes mellan den 11 och 18 juni 2023 med start i Einsiedeln och målgång i Gaiserwald. Loppet var en del av UCI World Tour 2023 och vanns av danske Mattias Skjelmose från cykelstallet Trek–Segafredo.
I den femte etappen kraschade Gino Mäder våldsamt och behövde återupplivas på plats. Dagen efter rapporterades det att han omkommit till följd av de allvarliga skador han ådragit sig. Loppets sjätte etapp genomfördes utan att cyklisterna tävlade mot varandra, som en hyllning till Mäder. Mäders lag Team Bahrain Victorious samt Tudor Pro Cycling Team och Intermarché–Circus–Wanty drog sig ur från tävlingen efter hans död.

## Deltagande lag
| WorldTeams (18)- AG2R Citroën Team - Alpecin-Deceuninck - Astana Qazaqstan Team - Bahrain Victorious - Bora-Hansgrohe - Cofidis - EF Education-EasyPost - Groupama-FDJ - Ineos Grenadiers - Intermarché-Circus-Wanty - Jumbo-Visma - Movistar Team - Soudal Quick-Step - Arkéa-Samsic - Team DSM - Team Jayco AlUla - Trek-Segafredo - UAE Team Emirates ProTeams (5)- Israel-Premier Tech - Lotto Dstny - Q36.5 Pro Cycling Team - TotalEnergies - Tudor Pro Cycling Team |
| |

## Etapper
| Etapp | Datum  | Start – mål                 | type        | Distans (km) | Höjdskillnad (m) | Etappvinnare      | Totalledare       |
| ----- | ------ | --------------------------- | ----------- | ------------ | ---------------- | ----------------- | ----------------- |
| 1     | 11 jun | Einsiedeln – Einsiedeln     | Tempoetapp  | 12,7         | 90 m             | Stefan Küng       | Stefan Küng       |
| 2     | 12 jun | Beromünster – Nottwil       | Flack etapp | 173,7        | 1 890 m          | Biniam Girmay     | Stefan Küng       |
| 3     | 13 jun | Tafers – Villars-sur-Ollon  | Bergsetapp  | 143,8        | 2 677 m          | Mattias Skjelmose | Mattias Skjelmose |
| 4     | 14 jun | Monthey – Leukerbad         | Bergsetapp  | 152,5        | 2 790 m          | Felix Gall        | Felix Gall        |
| 5     | 15 jun | Fiesch – La Punt Chamues-ch | Bergsetapp  | 211          | 4 710 m          | Juan Ayuso        | Mattias Skjelmose |
| 6     | 16 jun | Chur – Oberwil-Lieli        |             | 140,9        | 1 938 m          | stage neutralised | Mattias Skjelmose |
| 7     | 17 jun | Tübach – Weinfelden         | Kuperat     | 183,5        | 2 203 m          | Remco Evenepoel   | Mattias Skjelmose |
| 8     | 18 jun | Sankt Gallen – Gaiserwald   | Tempoetapp  | 25,7         | 415 m            | Juan Ayuso        | Mattias Skjelmose |

### 1:a etappen
| Einsiedeln - Einsiedeln | Tempoetapp | (12,7 km) |

| \| Placeringar i etappen \| Placeringar i etappen \| Placeringar i etappen \| Placeringar i etappen \| Placeringar i etappen \| \| Cyklist \| Cyklist \| Lag \| Tid \| \| \| --------------------- \| --------------------- \| --------------------- \| --------------------- \| --------------------- \| \| 1. \| Stefan Küng \| Groupama-FDJ \| 13' 31" \| \| \| 2. \| Remco Evenepoel \| Soudal Quick-Step \| + 6" \| \| \| 3. \| Wout van Aert \| Jumbo-Visma \| + 10" \| \| \| 4. \| Magnus Sheffield \| Ineos Grenadiers \| + 11" \| \| \| 5. \| Johan Price-Pejtersen \| Bahrain Victorious \| + 17" \| \| \| 6. \| Mattias Skjelmose \| Trek-Segafredo \| + 19" \| \| \| 7. \| Stefan Bissegger \| EF Education-EasyPost \| + 20" \| \| \| 8. \| Matteo Sobrero \| Team Jayco AlUla \| + 20" \| \| \| 9. \| Kasper Asgreen \| Soudal Quick-Step \| + 23" \| \| \| 10. \| Juan Ayuso \| UAE Team Emirates \| + 25" \| \| |                       |                       |         |
| |                       |                       |         |
| Källa: ProCyclingStats |                       |                       |         |
| Placeringar i etappen |                       |                       |         |
| Cyklist | Cyklist               | Lag                   | Tid     |
| 1. | Stefan Küng           | Groupama-FDJ          | 13' 31" |
| 2. | Remco Evenepoel       | Soudal Quick-Step     | + 6"    |
| 3. | Wout van Aert         | Jumbo-Visma           | + 10"   |
| 4. | Magnus Sheffield      | Ineos Grenadiers      | + 11"   |
| 5. | Johan Price-Pejtersen | Bahrain Victorious    | + 17"   |
| 6. | Mattias Skjelmose     | Trek-Segafredo        | + 19"   |
| 7. | Stefan Bissegger      | EF Education-EasyPost | + 20"   |
| 8. | Matteo Sobrero        | Team Jayco AlUla      | + 20"   |
| 9. | Kasper Asgreen        | Soudal Quick-Step     | + 23"   |
| 10. | Juan Ayuso            | UAE Team Emirates     | + 25"   |

| \| Totaltävlingen \| Totaltävlingen \| Totaltävlingen \| Totaltävlingen \| Totaltävlingen \| \| Cyklist \| Cyklist \| Lag \| Tid \| \| \| -------------- \| --------------------- \| --------------------- \| -------------- \| -------------- \| \| 1. \| Stefan Küng \| Groupama-FDJ \| 13' 31" \| \| \| 2. \| Remco Evenepoel \| Soudal Quick-Step \| + 6" \| \| \| 3. \| Wout van Aert \| Jumbo-Visma \| + 10" \| \| \| 4. \| Magnus Sheffield \| Ineos Grenadiers \| + 11" \| \| \| 5. \| Johan Price-Pejtersen \| Bahrain Victorious \| + 17" \| \| \| 6. \| Mattias Skjelmose \| Trek-Segafredo \| + 19" \| \| \| 7. \| Stefan Bissegger \| EF Education-EasyPost \| + 20" \| \| \| 8. \| Matteo Sobrero \| Team Jayco AlUla \| + 20" \| \| \| 9. \| Kasper Asgreen \| Soudal Quick-Step \| + 23" \| \| \| 10. \| Juan Ayuso \| UAE Team Emirates \| + 25" \| \| |                       |                       |         |
| |                       |                       |         |
| Källa: ProCyclingStats |                       |                       |         |
| Totaltävlingen |                       |                       |         |
| Cyklist | Cyklist               | Lag                   | Tid     |
| 1. | Stefan Küng           | Groupama-FDJ          | 13' 31" |
| 2. | Remco Evenepoel       | Soudal Quick-Step     | + 6"    |
| 3. | Wout van Aert         | Jumbo-Visma           | + 10"   |
| 4. | Magnus Sheffield      | Ineos Grenadiers      | + 11"   |
| 5. | Johan Price-Pejtersen | Bahrain Victorious    | + 17"   |
| 6. | Mattias Skjelmose     | Trek-Segafredo        | + 19"   |
| 7. | Stefan Bissegger      | EF Education-EasyPost | + 20"   |
| 8. | Matteo Sobrero        | Team Jayco AlUla      | + 20"   |
| 9. | Kasper Asgreen        | Soudal Quick-Step     | + 23"   |
| 10. | Juan Ayuso            | UAE Team Emirates     | + 25"   |

### 2:a etappen
| Beromünster - Nottwil | Flack etapp | (173,7 km) |

| \| Placeringar i etappen \| Placeringar i etappen \| Placeringar i etappen \| Placeringar i etappen \| Placeringar i etappen \| \| Cyklist \| Cyklist \| Lag \| Tid \| \| \| --------------------- \| --------------------- \| ------------------------ \| --------------------- \| --------------------- \| \| 1. \| Biniam Girmay \| Intermarché-Circus-Wanty \| 3t 53' 37" \| \| \| 2. \| Arnaud Démare \| Groupama-FDJ \| + 0" \| \| \| 3. \| Wout van Aert \| Jumbo-Visma \| + 0" \| \| \| 4. \| Pavel Bittner \| Team DSM \| + 0" \| \| \| 5. \| Peter Sagan \| TotalEnergies \| + 0" \| \| \| 6. \| Jordi Meeus \| Bora-Hansgrohe \| + 0" \| \| \| 7. \| Iván García Cortina \| Movistar Team \| + 0" \| \| \| 8. \| Alex Aranburu \| Movistar Team \| + 0" \| \| \| 9. \| Mike Teunissen \| Intermarché-Circus-Wanty \| + 0" \| \| \| 10. \| Cedric Beullens \| Lotto Dstny \| + 0" \| \| |                     |                          |            |
| |                     |                          |            |
| Källa: ProCyclingStats |                     |                          |            |
| Placeringar i etappen |                     |                          |            |
| Cyklist | Cyklist             | Lag                      | Tid        |
| 1. | Biniam Girmay       | Intermarché-Circus-Wanty | 3t 53' 37" |
| 2. | Arnaud Démare       | Groupama-FDJ             | + 0"       |
| 3. | Wout van Aert       | Jumbo-Visma              | + 0"       |
| 4. | Pavel Bittner       | Team DSM                 | + 0"       |
| 5. | Peter Sagan         | TotalEnergies            | + 0"       |
| 6. | Jordi Meeus         | Bora-Hansgrohe           | + 0"       |
| 7. | Iván García Cortina | Movistar Team            | + 0"       |
| 8. | Alex Aranburu       | Movistar Team            | + 0"       |
| 9. | Mike Teunissen      | Intermarché-Circus-Wanty | + 0"       |
| 10. | Cedric Beullens     | Lotto Dstny              | + 0"       |

| \| Totaltävlingen \| Totaltävlingen \| Totaltävlingen \| Totaltävlingen \| Totaltävlingen \| \| Cyklist \| Cyklist \| Lag \| Tid \| \| \| -------------- \| --------------------- \| --------------------- \| -------------- \| -------------- \| \| 1. \| Stefan Küng \| Groupama-FDJ \| 4t 07' 08" \| \| \| 2. \| Remco Evenepoel \| Soudal Quick-Step \| + 5" \| \| \| 3. \| Wout van Aert \| Jumbo-Visma \| + 6" \| \| \| 4. \| Magnus Sheffield \| Ineos Grenadiers \| + 11" \| \| \| 5. \| Johan Price-Pejtersen \| Bahrain Victorious \| + 17" \| \| \| 6. \| Mattias Skjelmose \| Trek-Segafredo \| + 19" \| \| \| 7. \| Stefan Bissegger \| EF Education-EasyPost \| + 20" \| \| \| 8. \| Matteo Sobrero \| Team Jayco AlUla \| + 20" \| \| \| 9. \| Kasper Asgreen \| Soudal Quick-Step \| + 23" \| \| \| 10. \| Juan Ayuso \| UAE Team Emirates \| + 25" \| \| |                       |                       |            |
| |                       |                       |            |
| Källa: ProCyclingStats |                       |                       |            |
| Totaltävlingen |                       |                       |            |
| Cyklist | Cyklist               | Lag                   | Tid        |
| 1. | Stefan Küng           | Groupama-FDJ          | 4t 07' 08" |
| 2. | Remco Evenepoel       | Soudal Quick-Step     | + 5"       |
| 3. | Wout van Aert         | Jumbo-Visma           | + 6"       |
| 4. | Magnus Sheffield      | Ineos Grenadiers      | + 11"      |
| 5. | Johan Price-Pejtersen | Bahrain Victorious    | + 17"      |
| 6. | Mattias Skjelmose     | Trek-Segafredo        | + 19"      |
| 7. | Stefan Bissegger      | EF Education-EasyPost | + 20"      |
| 8. | Matteo Sobrero        | Team Jayco AlUla      | + 20"      |
| 9. | Kasper Asgreen        | Soudal Quick-Step     | + 23"      |
| 10. | Juan Ayuso            | UAE Team Emirates     | + 25"      |

### 3:e etappen
| Tafers - Villars-sur-Ollon | Bergsetapp | (143,8 km) |

| \| Placeringar i etappen \| Placeringar i etappen \| Placeringar i etappen \| Placeringar i etappen \| Placeringar i etappen \| \| Cyklist \| Cyklist \| Lag \| Tid \| \| \| --------------------- \| --------------------- \| --------------------- \| --------------------- \| --------------------- \| \| 1. \| Mattias Skjelmose \| Trek-Segafredo \| 3t 29' 14" \| \| \| 2. \| Felix Gall \| AG2R Citroën Team \| + 3" \| \| \| 3. \| Juan Ayuso \| UAE Team Emirates \| + 12" \| \| \| 4. \| Remco Evenepoel \| Soudal Quick-Step \| + 21" \| \| \| 5. \| Cian Uijtdebroeks \| Bora-Hansgrohe \| + 21" \| \| \| 6. \| Pello Bilbao \| Bahrain Victorious \| + 21" \| \| \| 7. \| Wilco Kelderman \| Jumbo-Visma \| + 21" \| \| \| 8. \| Rigoberto Urán \| EF Education-EasyPost \| + 21" \| \| \| 9. \| Magnus Sheffield \| Ineos Grenadiers \| + 37" \| \| \| 10. \| Romain Bardet \| Team DSM \| + 45" \| \| |                   |                       |            |
| |                   |                       |            |
| Källa: ProCyclingStats |                   |                       |            |
| Placeringar i etappen |                   |                       |            |
| Cyklist | Cyklist           | Lag                   | Tid        |
| 1. | Mattias Skjelmose | Trek-Segafredo        | 3t 29' 14" |
| 2. | Felix Gall        | AG2R Citroën Team     | + 3"       |
| 3. | Juan Ayuso        | UAE Team Emirates     | + 12"      |
| 4. | Remco Evenepoel   | Soudal Quick-Step     | + 21"      |
| 5. | Cian Uijtdebroeks | Bora-Hansgrohe        | + 21"      |
| 6. | Pello Bilbao      | Bahrain Victorious    | + 21"      |
| 7. | Wilco Kelderman   | Jumbo-Visma           | + 21"      |
| 8. | Rigoberto Urán    | EF Education-EasyPost | + 21"      |
| 9. | Magnus Sheffield  | Ineos Grenadiers      | + 37"      |
| 10. | Romain Bardet     | Team DSM              | + 45"      |

| \| Totaltävlingen \| Totaltävlingen \| Totaltävlingen \| Totaltävlingen \| Totaltävlingen \| \| Cyklist \| Cyklist \| Lag \| Tid \| \| \| -------------- \| ----------------- \| --------------------- \| -------------- \| -------------- \| \| 1. \| Mattias Skjelmose \| Trek-Segafredo \| 7t 36' 31" \| \| \| 2. \| Remco Evenepoel \| Soudal Quick-Step \| + 17" \| \| \| 3. \| Juan Ayuso \| UAE Team Emirates \| + 24" \| \| \| 4. \| Magnus Sheffield \| Ineos Grenadiers \| + 39" \| \| \| 5. \| Pello Bilbao \| Bahrain Victorious \| + 49" \| \| \| 6. \| Rigoberto Urán \| EF Education-EasyPost \| + 56" \| \| \| 7. \| Wilco Kelderman \| Jumbo-Visma \| + 1' 04" \| \| \| 8. \| Ion Izagirre \| Cofidis \| + 1' 05" \| \| \| 9. \| Felix Gall \| AG2R Citroën Team \| + 1' 07" \| \| \| 10. \| Romain Bardet \| Team DSM \| + 1' 15" \| \| |                   |                       |            |
| |                   |                       |            |
| Källa: ProCyclingStats |                   |                       |            |
| Totaltävlingen |                   |                       |            |
| Cyklist | Cyklist           | Lag                   | Tid        |
| 1. | Mattias Skjelmose | Trek-Segafredo        | 7t 36' 31" |
| 2. | Remco Evenepoel   | Soudal Quick-Step     | + 17"      |
| 3. | Juan Ayuso        | UAE Team Emirates     | + 24"      |
| 4. | Magnus Sheffield  | Ineos Grenadiers      | + 39"      |
| 5. | Pello Bilbao      | Bahrain Victorious    | + 49"      |
| 6. | Rigoberto Urán    | EF Education-EasyPost | + 56"      |
| 7. | Wilco Kelderman   | Jumbo-Visma           | + 1' 04"   |
| 8. | Ion Izagirre      | Cofidis               | + 1' 05"   |
| 9. | Felix Gall        | AG2R Citroën Team     | + 1' 07"   |
| 10. | Romain Bardet     | Team DSM              | + 1' 15"   |

### 4:e etappen
| Monthey - Leukerbad | Bergsetapp | (152,5 km) |

| \| Placeringar i etappen \| Placeringar i etappen \| Placeringar i etappen \| Placeringar i etappen \| Placeringar i etappen \| \| Cyklist \| Cyklist \| Lag \| Tid \| \| \| --------------------- \| --------------------- \| --------------------- \| --------------------- \| --------------------- \| \| 1. \| Felix Gall \| AG2R Citroën Team \| 3t 42' 22" \| \| \| 2. \| Remco Evenepoel \| Soudal Quick-Step \| + 1' 02" \| \| \| 3. \| Mattias Skjelmose \| Trek-Segafredo \| + 1' 03" \| \| \| 4. \| Cian Uijtdebroeks \| Bora-Hansgrohe \| + 1' 05" \| \| \| 5. \| Wilco Kelderman \| Jumbo-Visma \| + 1' 05" \| \| \| 6. \| Pello Bilbao \| Bahrain Victorious \| + 1' 05" \| \| \| 7. \| Romain Bardet \| Team DSM \| + 1' 07" \| \| \| 8. \| Sylvain Moniquet \| Lotto Dstny \| + 1' 10" \| \| \| 9. \| Harold Tejada \| Astana Qazaqstan Team \| + 1' 36" \| \| \| 10. \| Maximilian Schachmann \| Bora-Hansgrohe \| + 1' 49" \| \| |                       |                       |            |
| |                       |                       |            |
| Källa: ProCyclingStats |                       |                       |            |
| Placeringar i etappen |                       |                       |            |
| Cyklist | Cyklist               | Lag                   | Tid        |
| 1. | Felix Gall            | AG2R Citroën Team     | 3t 42' 22" |
| 2. | Remco Evenepoel       | Soudal Quick-Step     | + 1' 02"   |
| 3. | Mattias Skjelmose     | Trek-Segafredo        | + 1' 03"   |
| 4. | Cian Uijtdebroeks     | Bora-Hansgrohe        | + 1' 05"   |
| 5. | Wilco Kelderman       | Jumbo-Visma           | + 1' 05"   |
| 6. | Pello Bilbao          | Bahrain Victorious    | + 1' 05"   |
| 7. | Romain Bardet         | Team DSM              | + 1' 07"   |
| 8. | Sylvain Moniquet      | Lotto Dstny           | + 1' 10"   |
| 9. | Harold Tejada         | Astana Qazaqstan Team | + 1' 36"   |
| 10. | Maximilian Schachmann | Bora-Hansgrohe        | + 1' 49"   |

| \| Totaltävlingen \| Totaltävlingen \| Totaltävlingen \| Totaltävlingen \| Totaltävlingen \| \| Cyklist \| Cyklist \| Lag \| Tid \| \| \| -------------- \| ----------------- \| --------------------- \| -------------- \| -------------- \| \| 1. \| Felix Gall \| AG2R Citroën Team \| 11t 19' 50" \| \| \| 2. \| Mattias Skjelmose \| Trek-Segafredo \| + 2" \| \| \| 3. \| Remco Evenepoel \| Soudal Quick-Step \| + 16" \| \| \| 4. \| Pello Bilbao \| Bahrain Victorious \| + 57" \| \| \| 5. \| Wilco Kelderman \| Jumbo-Visma \| + 1' 12" \| \| \| 6. \| Juan Ayuso \| UAE Team Emirates \| + 1' 18" \| \| \| 7. \| Romain Bardet \| Team DSM \| + 1' 25" \| \| \| 8. \| Cian Uijtdebroeks \| Bora-Hansgrohe \| + 1' 26" \| \| \| 9. \| Magnus Sheffield \| Ineos Grenadiers \| + 1' 33" \| \| \| 10. \| Rigoberto Urán \| EF Education-EasyPost \| + 1' 50" \| \| |                   |                       |             |
| |                   |                       |             |
| Källa: ProCyclingStats |                   |                       |             |
| Totaltävlingen |                   |                       |             |
| Cyklist | Cyklist           | Lag                   | Tid         |
| 1. | Felix Gall        | AG2R Citroën Team     | 11t 19' 50" |
| 2. | Mattias Skjelmose | Trek-Segafredo        | + 2"        |
| 3. | Remco Evenepoel   | Soudal Quick-Step     | + 16"       |
| 4. | Pello Bilbao      | Bahrain Victorious    | + 57"       |
| 5. | Wilco Kelderman   | Jumbo-Visma           | + 1' 12"    |
| 6. | Juan Ayuso        | UAE Team Emirates     | + 1' 18"    |
| 7. | Romain Bardet     | Team DSM              | + 1' 25"    |
| 8. | Cian Uijtdebroeks | Bora-Hansgrohe        | + 1' 26"    |
| 9. | Magnus Sheffield  | Ineos Grenadiers      | + 1' 33"    |
| 10. | Rigoberto Urán    | EF Education-EasyPost | + 1' 50"    |

### 5:e etappen
| Fiesch - La Punt Chamues-ch | Bergsetapp | (211 km) |

| \| Placeringar i etappen \| Placeringar i etappen \| Placeringar i etappen \| Placeringar i etappen \| Placeringar i etappen \| \| Cyklist \| Cyklist \| Lag \| Tid \| \| \| --------------------- \| --------------------- \| ------------------------ \| --------------------- \| --------------------- \| \| 1. \| Juan Ayuso \| UAE Team Emirates \| 5t 23' 01" \| \| \| 2. \| Mattias Skjelmose \| Trek-Segafredo \| + 54" \| \| \| 3. \| Pello Bilbao \| Bahrain Victorious \| + 54" \| \| \| 4. \| Rigoberto Urán \| EF Education-EasyPost \| + 54" \| \| \| 5. \| Romain Bardet \| Team DSM \| + 54" \| \| \| 6. \| Wilco Kelderman \| Jumbo-Visma \| + 54" \| \| \| 7. \| Rui Costa \| Intermarché-Circus-Wanty \| + 58" \| \| \| 8. \| Felix Gall \| AG2R Citroën Team \| + 58" \| \| \| 9. \| Antonio Tiberi \| Bahrain Victorious \| + 1' 01" \| \| \| 10. \| Remco Evenepoel \| Soudal Quick-Step \| + 1' 20" \| \| |                   |                          |            |
| |                   |                          |            |
| Källa: ProCyclingStats |                   |                          |            |
| Placeringar i etappen |                   |                          |            |
| Cyklist | Cyklist           | Lag                      | Tid        |
| 1. | Juan Ayuso        | UAE Team Emirates        | 5t 23' 01" |
| 2. | Mattias Skjelmose | Trek-Segafredo           | + 54"      |
| 3. | Pello Bilbao      | Bahrain Victorious       | + 54"      |
| 4. | Rigoberto Urán    | EF Education-EasyPost    | + 54"      |
| 5. | Romain Bardet     | Team DSM                 | + 54"      |
| 6. | Wilco Kelderman   | Jumbo-Visma              | + 54"      |
| 7. | Rui Costa         | Intermarché-Circus-Wanty | + 58"      |
| 8. | Felix Gall        | AG2R Citroën Team        | + 58"      |
| 9. | Antonio Tiberi    | Bahrain Victorious       | + 1' 01"   |
| 10. | Remco Evenepoel   | Soudal Quick-Step        | + 1' 20"   |

| \| Totaltävlingen \| Totaltävlingen \| Totaltävlingen \| Totaltävlingen \| Totaltävlingen \| \| Cyklist \| Cyklist \| Lag \| Tid \| \| \| -------------- \| ----------------- \| --------------------- \| -------------- \| -------------- \| \| 1. \| Mattias Skjelmose \| Trek-Segafredo \| 16t 43' 41" \| \| \| 2. \| Felix Gall \| AG2R Citroën Team \| + 8" \| \| \| 3. \| Juan Ayuso \| UAE Team Emirates \| + 18" \| \| \| 4. \| Remco Evenepoel \| Soudal Quick-Step \| + 46" \| \| \| 5. \| Pello Bilbao \| Bahrain Victorious \| + 57" \| \| \| 6. \| Wilco Kelderman \| Jumbo-Visma \| + 1' 16" \| \| \| 7. \| Romain Bardet \| Team DSM \| + 1' 29" \| \| \| 8. \| Rigoberto Urán \| EF Education-EasyPost \| + 1' 54" \| \| \| 9. \| Cian Uijtdebroeks \| Bora-Hansgrohe \| + 1' 57" \| \| \| 10. \| Dylan Teuns \| Israel-Premier Tech \| + 3' 00" \| \| |                   |                       |             |
| |                   |                       |             |
| Källa: ProCyclingStats |                   |                       |             |
| Totaltävlingen |                   |                       |             |
| Cyklist | Cyklist           | Lag                   | Tid         |
| 1. | Mattias Skjelmose | Trek-Segafredo        | 16t 43' 41" |
| 2. | Felix Gall        | AG2R Citroën Team     | + 8"        |
| 3. | Juan Ayuso        | UAE Team Emirates     | + 18"       |
| 4. | Remco Evenepoel   | Soudal Quick-Step     | + 46"       |
| 5. | Pello Bilbao      | Bahrain Victorious    | + 57"       |
| 6. | Wilco Kelderman   | Jumbo-Visma           | + 1' 16"    |
| 7. | Romain Bardet     | Team DSM              | + 1' 29"    |
| 8. | Rigoberto Urán    | EF Education-EasyPost | + 1' 54"    |
| 9. | Cian Uijtdebroeks | Bora-Hansgrohe        | + 1' 57"    |
| 10. | Dylan Teuns       | Israel-Premier Tech   | + 3' 00"    |

### 6:e etappen
| Chur - Oberwil-Lieli |  | (140,9 km) |

| \| Placeringar i etappen \| Placeringar i etappen \| Placeringar i etappen \| Placeringar i etappen \| Placeringar i etappen \| \| Cyklist \| Cyklist \| Lag \| Tid \| \| \| --------------------- \| --------------------- \| --------------------- \| --------------------- \| --------------------- \| |         |     |     |
| |         |     |     |
| Källa: ProCyclingStats |         |     |     |
| Placeringar i etappen |         |     |     |
| Cyklist | Cyklist | Lag | Tid |

| \| Totaltävlingen \| Totaltävlingen \| Totaltävlingen \| Totaltävlingen \| Totaltävlingen \| \| Cyklist \| Cyklist \| Lag \| Tid \| \| \| -------------- \| -------------- \| -------------- \| -------------- \| -------------- \| |         |     |     |
| |         |     |     |
| Källa: ProCyclingStats |         |     |     |
| Totaltävlingen |         |     |     |
| Cyklist | Cyklist | Lag | Tid |

### 7:e etappen
| Tübach - Weinfelden | Kuperat | (183,5 km) |

| \| Placeringar i etappen \| Placeringar i etappen \| Placeringar i etappen \| Placeringar i etappen \| Placeringar i etappen \| \| Cyklist \| Cyklist \| Lag \| Tid \| \| \| --------------------- \| --------------------- \| --------------------- \| --------------------- \| --------------------- \| \| 1. \| Remco Evenepoel \| Soudal Quick-Step \| 4t 01' 04" \| \| \| 2. \| Wout van Aert \| Jumbo-Visma \| + 0" \| \| \| 3. \| Bryan Coquard \| Cofidis \| + 0" \| \| \| 4. \| Lorrenzo Manzin \| TotalEnergies \| + 0" \| \| \| 5. \| Alex Aranburu \| Movistar Team \| + 0" \| \| \| 6. \| Kevin Vermaerke \| Team DSM \| + 0" \| \| \| 7. \| Romain Grégoire \| Groupama-FDJ \| + 0" \| \| \| 8. \| Jonas Koch \| Bora-Hansgrohe \| + 0" \| \| \| 9. \| Gonzalo Serrano \| Movistar Team \| + 0" \| \| \| 10. \| Matthew Dinham \| Team DSM \| + 0" \| \| |                 |                   |            |
| |                 |                   |            |
| Källa: ProCyclingStats |                 |                   |            |
| Placeringar i etappen |                 |                   |            |
| Cyklist | Cyklist         | Lag               | Tid        |
| 1. | Remco Evenepoel | Soudal Quick-Step | 4t 01' 04" |
| 2. | Wout van Aert   | Jumbo-Visma       | + 0"       |
| 3. | Bryan Coquard   | Cofidis           | + 0"       |
| 4. | Lorrenzo Manzin | TotalEnergies     | + 0"       |
| 5. | Alex Aranburu   | Movistar Team     | + 0"       |
| 6. | Kevin Vermaerke | Team DSM          | + 0"       |
| 7. | Romain Grégoire | Groupama-FDJ      | + 0"       |
| 8. | Jonas Koch      | Bora-Hansgrohe    | + 0"       |
| 9. | Gonzalo Serrano | Movistar Team     | + 0"       |
| 10. | Matthew Dinham  | Team DSM          | + 0"       |

| \| Totaltävlingen \| Totaltävlingen \| Totaltävlingen \| Totaltävlingen \| Totaltävlingen \| \| Cyklist \| Cyklist \| Lag \| Tid \| \| \| -------------- \| ----------------- \| --------------------- \| -------------- \| -------------- \| \| 1. \| Mattias Skjelmose \| Trek-Segafredo \| 20t 44' 45" \| \| \| 2. \| Felix Gall \| AG2R Citroën Team \| + 8" \| \| \| 3. \| Juan Ayuso \| UAE Team Emirates \| + 18" \| \| \| 4. \| Remco Evenepoel \| Soudal Quick-Step \| + 46" \| \| \| 5. \| Wilco Kelderman \| Jumbo-Visma \| + 1' 16" \| \| \| 6. \| Romain Bardet \| Team DSM \| + 1' 29" \| \| \| 7. \| Rigoberto Urán \| EF Education-EasyPost \| + 1' 54" \| \| \| 8. \| Cian Uijtdebroeks \| Bora-Hansgrohe \| + 1' 57" \| \| \| 9. \| Dylan Teuns \| Israel-Premier Tech \| + 3' 00" \| \| \| 10. \| Harold Tejada \| Astana Qazaqstan Team \| + 3' 48" \| \| |                   |                       |             |
| |                   |                       |             |
| Källa: ProCyclingStats |                   |                       |             |
| Totaltävlingen |                   |                       |             |
| Cyklist | Cyklist           | Lag                   | Tid         |
| 1. | Mattias Skjelmose | Trek-Segafredo        | 20t 44' 45" |
| 2. | Felix Gall        | AG2R Citroën Team     | + 8"        |
| 3. | Juan Ayuso        | UAE Team Emirates     | + 18"       |
| 4. | Remco Evenepoel   | Soudal Quick-Step     | + 46"       |
| 5. | Wilco Kelderman   | Jumbo-Visma           | + 1' 16"    |
| 6. | Romain Bardet     | Team DSM              | + 1' 29"    |
| 7. | Rigoberto Urán    | EF Education-EasyPost | + 1' 54"    |
| 8. | Cian Uijtdebroeks | Bora-Hansgrohe        | + 1' 57"    |
| 9. | Dylan Teuns       | Israel-Premier Tech   | + 3' 00"    |
| 10. | Harold Tejada     | Astana Qazaqstan Team | + 3' 48"    |

### 8:e etappen
| Sankt Gallen - Gaiserwald | Tempoetapp | (25,7 km) |

| \| Placeringar i etappen \| Placeringar i etappen \| Placeringar i etappen \| Placeringar i etappen \| Placeringar i etappen \| \| Cyklist \| Cyklist \| Lag \| Tid \| \| \| --------------------- \| --------------------- \| --------------------- \| --------------------- \| --------------------- \| \| 1. \| Juan Ayuso \| UAE Team Emirates \| 32' 25" \| \| \| 2. \| Remco Evenepoel \| Soudal Quick-Step \| + 8" \| \| \| 3. \| Mattias Skjelmose \| Trek-Segafredo \| + 9" \| \| \| 4. \| Stefan Bissegger \| EF Education-EasyPost \| + 23" \| \| \| 5. \| Wout van Aert \| Jumbo-Visma \| + 28" \| \| \| 6. \| Kasper Asgreen \| Soudal Quick-Step \| + 36" \| \| \| 7. \| Mattia Cattaneo \| Soudal Quick-Step \| + 39" \| \| \| 8. \| Matteo Sobrero \| Team Jayco AlUla \| + 40" \| \| \| 9. \| Finn Fisher-Black \| UAE Team Emirates \| + 42" \| \| \| 10. \| Neilson Powless \| EF Education-EasyPost \| + 46" \| \| |                   |                       |         |
| |                   |                       |         |
| Källa: ProCyclingStats |                   |                       |         |
| Placeringar i etappen |                   |                       |         |
| Cyklist | Cyklist           | Lag                   | Tid     |
| 1. | Juan Ayuso        | UAE Team Emirates     | 32' 25" |
| 2. | Remco Evenepoel   | Soudal Quick-Step     | + 8"    |
| 3. | Mattias Skjelmose | Trek-Segafredo        | + 9"    |
| 4. | Stefan Bissegger  | EF Education-EasyPost | + 23"   |
| 5. | Wout van Aert     | Jumbo-Visma           | + 28"   |
| 6. | Kasper Asgreen    | Soudal Quick-Step     | + 36"   |
| 7. | Mattia Cattaneo   | Soudal Quick-Step     | + 39"   |
| 8. | Matteo Sobrero    | Team Jayco AlUla      | + 40"   |
| 9. | Finn Fisher-Black | UAE Team Emirates     | + 42"   |
| 10. | Neilson Powless   | EF Education-EasyPost | + 46"   |

## Resultat

### Sammanlagt
| \| Totaltävlingen \| Totaltävlingen \| Totaltävlingen \| Totaltävlingen \| Totaltävlingen \| \| Cyklist \| Cyklist \| Lag \| Tid \| \| \| -------------- \| ----------------- \| --------------------- \| -------------- \| -------------- \| \| 1. \| Mattias Skjelmose \| Trek-Segafredo \| 21t 17' 19" \| \| \| 2. \| Juan Ayuso \| UAE Team Emirates \| + 9" \| \| \| 3. \| Remco Evenepoel \| Soudal Quick-Step \| + 45" \| \| \| 4. \| Wilco Kelderman \| Jumbo-Visma \| + 2' 09" \| \| \| 5. \| Romain Bardet \| Team DSM \| + 2' 41" \| \| \| 6. \| Rigoberto Urán \| EF Education-EasyPost \| + 2' 47" \| \| \| 7. \| Cian Uijtdebroeks \| Bora-Hansgrohe \| + 3' 04" \| \| \| 8. \| Felix Gall \| AG2R Citroën Team \| + 3' 25" \| \| \| 9. \| Dylan Teuns \| Israel-Premier Tech \| + 4' 29" \| \| \| 10. \| Harold Tejada \| Astana Qazaqstan Team \| + 4' 57" \| \| |                   |                       |             |
| |                   |                       |             |
| Källa: ProCyclingStats |                   |                       |             |
| Totaltävlingen |                   |                       |             |
| Cyklist | Cyklist           | Lag                   | Tid         |
| 1. | Mattias Skjelmose | Trek-Segafredo        | 21t 17' 19" |
| 2. | Juan Ayuso        | UAE Team Emirates     | + 9"        |
| 3. | Remco Evenepoel   | Soudal Quick-Step     | + 45"       |
| 4. | Wilco Kelderman   | Jumbo-Visma           | + 2' 09"    |
| 5. | Romain Bardet     | Team DSM              | + 2' 41"    |
| 6. | Rigoberto Urán    | EF Education-EasyPost | + 2' 47"    |
| 7. | Cian Uijtdebroeks | Bora-Hansgrohe        | + 3' 04"    |
| 8. | Felix Gall        | AG2R Citroën Team     | + 3' 25"    |
| 9. | Dylan Teuns       | Israel-Premier Tech   | + 4' 29"    |
| 10. | Harold Tejada     | Astana Qazaqstan Team | + 4' 57"    |

### Övriga tävlingar
| Poängtävlingen | Poängtävlingen    | Poängtävlingen     | Poängtävlingen | Poängtävlingen |
| Cyklist        | Cyklist           | Lag                | Poäng          |                |
| -------------- | ----------------- | ------------------ | -------------- | -------------- |
| 1.             | Wout van Aert     | Jumbo-Visma        | 52 poäng       |                |
| 2.             | Remco Evenepoel   | Soudal Quick-Step  | 40 poäng       |                |
| 3.             | Mattias Skjelmose | Trek-Segafredo     | 32 poäng       |                |
| 4.             | Juan Ayuso        | UAE Team Emirates  | 30 poäng       |                |
| 5.             | Felix Gall        | AG2R Citroën Team  | 20 poäng       |                |
| 6.             | Quinten Hermans   | Alpecin-Deceuninck | 10 poäng       |                |
| 7.             | Stan Dewulf       | AG2R Citroën Team  | 10 poäng       |                |
| 8.             | Kristian Sbaragli | Alpecin-Deceuninck | 9 poäng        |                |
| 9.             | Cian Uijtdebroeks | Bora-Hansgrohe     | 6 poäng        |                |
| 10.            | Michael Gogl      | Alpecin-Deceuninck | 6 poäng        |                |

| Poängtävlingen | Poängtävlingen    | Poängtävlingen     | Poängtävlingen | Poängtävlingen |
| Cyklist        | Cyklist           | Lag                | Poäng          |                |
| -------------- | ----------------- | ------------------ | -------------- | -------------- |
| 1.             | Wout van Aert     | Jumbo-Visma        | 52 poäng       |                |
| 2.             | Remco Evenepoel   | Soudal Quick-Step  | 40 poäng       |                |
| 3.             | Mattias Skjelmose | Trek-Segafredo     | 32 poäng       |                |
| 4.             | Juan Ayuso        | UAE Team Emirates  | 30 poäng       |                |
| 5.             | Felix Gall        | AG2R Citroën Team  | 20 poäng       |                |
| 6.             | Quinten Hermans   | Alpecin-Deceuninck | 10 poäng       |                |
| 7.             | Stan Dewulf       | AG2R Citroën Team  | 10 poäng       |                |
| 8.             | Kristian Sbaragli | Alpecin-Deceuninck | 9 poäng        |                |
| 9.             | Cian Uijtdebroeks | Bora-Hansgrohe     | 6 poäng        |                |
| 10.            | Michael Gogl      | Alpecin-Deceuninck | 6 poäng        |                |

| Bergstävlingen | Bergstävlingen    | Bergstävlingen         | Bergstävlingen | Bergstävlingen |
| Cyklist        | Cyklist           | Lag                    | Poäng          |                |
| -------------- | ----------------- | ---------------------- | -------------- | -------------- |
| 1.             | Pascal Eenkhoorn  | Lotto Dstny            | 44 poäng       |                |
| 2.             | Sergio Higuita    | Bora-Hansgrohe         | 28 poäng       |                |
| 3.             | Juan Ayuso        | UAE Team Emirates      | 26 poäng       |                |
| 4.             | Felix Gall        | AG2R Citroën Team      | 24 poäng       |                |
| 5.             | Nickolas Zukowsky | Q36.5 Pro Cycling Team | 17 poäng       |                |
| 6.             | Wout van Aert     | Jumbo-Visma            | 16 poäng       |                |
| 7.             | Wilco Kelderman   | Jumbo-Visma            | 14 poäng       |                |
| 8.             | Julien Bernard    | Trek-Segafredo         | 13 poäng       |                |
| 10.            | Silvan Dillier    | Alpecin-Deceuninck     | 12 poäng       |                |

| Bergstävlingen | Bergstävlingen    | Bergstävlingen         | Bergstävlingen | Bergstävlingen |
| Cyklist        | Cyklist           | Lag                    | Poäng          |                |
| -------------- | ----------------- | ---------------------- | -------------- | -------------- |
| 1.             | Pascal Eenkhoorn  | Lotto Dstny            | 44 poäng       |                |
| 2.             | Sergio Higuita    | Bora-Hansgrohe         | 28 poäng       |                |
| 3.             | Juan Ayuso        | UAE Team Emirates      | 26 poäng       |                |
| 4.             | Felix Gall        | AG2R Citroën Team      | 24 poäng       |                |
| 5.             | Nickolas Zukowsky | Q36.5 Pro Cycling Team | 17 poäng       |                |
| 6.             | Wout van Aert     | Jumbo-Visma            | 16 poäng       |                |
| 7.             | Wilco Kelderman   | Jumbo-Visma            | 14 poäng       |                |
| 8.             | Julien Bernard    | Trek-Segafredo         | 13 poäng       |                |
| 10.            | Silvan Dillier    | Alpecin-Deceuninck     | 12 poäng       |                |

| Ungdomstävlingen | Ungdomstävlingen  | Ungdomstävlingen  | Ungdomstävlingen | Ungdomstävlingen |
| Cyklist          | Cyklist           | Lag               | Tid              |                  |
| ---------------- | ----------------- | ----------------- | ---------------- | ---------------- |
| 1.               | Mattias Skjelmose | Trek-Segafredo    | 21t 17' 19"      |                  |
| 2.               | Juan Ayuso        | UAE Team Emirates | + 9"             |                  |
| 3.               | Remco Evenepoel   | Soudal Quick-Step | + 45"            |                  |
| 4.               | Cian Uijtdebroeks | Bora-Hansgrohe    | + 3' 04"         |                  |
| 5.               | Felix Gall        | AG2R Citroën Team | + 3' 25"         |                  |
| 6.               | Romain Grégoire   | Groupama-FDJ      | + 8' 42"         |                  |
| 7.               | Hagos Welay Berhe | Team Jayco AlUla  | + 11' 22"        |                  |
| 8.               | Tom Pidcock       | Ineos Grenadiers  | + 21' 32"        |                  |
| 9.               | Kevin Vermaerke   | Team DSM          | + 29' 32"        |                  |
| 10.              | Ewen Costiou      | Arkéa-Samsic      | + 33' 45"        |                  |

| Ungdomstävlingen | Ungdomstävlingen  | Ungdomstävlingen  | Ungdomstävlingen | Ungdomstävlingen |
| Cyklist          | Cyklist           | Lag               | Tid              |                  |
| ---------------- | ----------------- | ----------------- | ---------------- | ---------------- |
| 1.               | Mattias Skjelmose | Trek-Segafredo    | 21t 17' 19"      |                  |
| 2.               | Juan Ayuso        | UAE Team Emirates | + 9"             |                  |
| 3.               | Remco Evenepoel   | Soudal Quick-Step | + 45"            |                  |
| 4.               | Cian Uijtdebroeks | Bora-Hansgrohe    | + 3' 04"         |                  |
| 5.               | Felix Gall        | AG2R Citroën Team | + 3' 25"         |                  |
| 6.               | Romain Grégoire   | Groupama-FDJ      | + 8' 42"         |                  |
| 7.               | Hagos Welay Berhe | Team Jayco AlUla  | + 11' 22"        |                  |
| 8.               | Tom Pidcock       | Ineos Grenadiers  | + 21' 32"        |                  |
| 9.               | Kevin Vermaerke   | Team DSM          | + 29' 32"        |                  |
| 10.              | Ewen Costiou      | Arkéa-Samsic      | + 33' 45"        |                  |

| Lagtävlingen | Lagtävlingen          | Lagtävlingen | Lagtävlingen |
| Lag          | Lag                   | Tid          |              |
| ------------ | --------------------- | ------------ | ------------ |
| 1.           | AG2R Citroën Team     | 64t 28' 19"  |              |
| 2.           | Israel-Premier Tech   | + 2' 35"     |              |
| 3.           | Ineos Grenadiers      | + 5' 22"     |              |
| 4.           | Team Jayco AlUla      | + 6' 19"     |              |
| 5.           | Bora-Hansgrohe        | + 9' 35"     |              |
| 6.           | Groupama-FDJ          | + 11' 04"    |              |
| 7.           | EF Education-EasyPost | + 14' 58"    |              |
| 8.           | Soudal Quick-Step     | + 19' 12"    |              |
| 9.           | Trek-Segafredo        | + 19' 30"    |              |
| 10.          | Jumbo-Visma           | + 23' 43"    |              |

| Lagtävlingen | Lagtävlingen          | Lagtävlingen | Lagtävlingen |
| Lag          | Lag                   | Tid          |              |
| ------------ | --------------------- | ------------ | ------------ |
| 1.           | AG2R Citroën Team     | 64t 28' 19"  |              |
| 2.           | Israel-Premier Tech   | + 2' 35"     |              |
| 3.           | Ineos Grenadiers      | + 5' 22"     |              |
| 4.           | Team Jayco AlUla      | + 6' 19"     |              |
| 5.           | Bora-Hansgrohe        | + 9' 35"     |              |
| 6.           | Groupama-FDJ          | + 11' 04"    |              |
| 7.           | EF Education-EasyPost | + 14' 58"    |              |
| 8.           | Soudal Quick-Step     | + 19' 12"    |              |
| 9.           | Trek-Segafredo        | + 19' 30"    |              |
| 10.          | Jumbo-Visma           | + 23' 43"    |              |

## Startlista
| Ineos Grenadiers IGD                        | Ineos Grenadiers IGD     | Ineos Grenadiers IGD |
| ------------------------------------------- | ------------------------ | -------------------- |
| #                                           | Cyklist                  | Placering            |
| 1                                           | Tom Pidcock (GBR)        | 22.                  |
| 2                                           | Kim Heiduk (GER)         | 60.                  |
| 3                                           | Michał Kwiatkowski (POL) | 29.                  |
| 4                                           | Jhonatan Narváez (ECU)   | 24.                  |
| 5                                           | Magnus Sheffield (USA)   | DNF-5                |
| 6                                           | Connor Swift (GBR)       | 85.                  |
| 7                                           | Ben Tulett (GBR)         | 46.                  |
| Sportchef : Roger Hammond, Zakkari Dempster |                          |                      |

| AG2R Citroën Team ACT                      | AG2R Citroën Team ACT   | AG2R Citroën Team ACT |
| ------------------------------------------ | ----------------------- | --------------------- |
| #                                          | Cyklist                 | Placering             |
| 11                                         | Felix Gall (AUT)        | 8.                    |
| 12                                         | Clément Berthet (FRA)   | 11.                   |
| 13                                         | Mikaël Cherel (FRA)     | 25.                   |
| 14                                         | Stan Dewulf (BEL)       | 61.                   |
| 15                                         | Jaakko Hänninen (FIN)   | 110.                  |
| 16                                         | Michael Schär (SUI)     | DNS-7                 |
| 17                                         | Clément Venturini (FRA) | 95.                   |
| Sportchef : Cyril Dessel, Stéphane Goubert |                         |                       |

| Alpecin-Deceuninck ADC                      | Alpecin-Deceuninck ADC     | Alpecin-Deceuninck ADC |
| ------------------------------------------- | -------------------------- | ---------------------- |
| #                                           | Cyklist                    | Placering              |
| 21                                          | Kaden Groves (AUS)         | 101.                   |
| 22                                          | Silvan Dillier (SUI)       | 80.                    |
| 23                                          | Michael Gogl (AUT)         | 51.                    |
| 24                                          | Quinten Hermans (BEL)      | 50.                    |
| 25                                          | Søren Kragh Andersen (DEN) | 93.                    |
| 26                                          | Xandro Meurisse (BEL)      | 55.                    |
| 27                                          | Kristian Sbaragli (ITA)    | 64.                    |
| Sportchef : Gianni Meersman, Rik Van Slycke |                            |                        |

| Astana Qazaqstan Team AST                      | Astana Qazaqstan Team AST | Astana Qazaqstan Team AST |
| ---------------------------------------------- | ------------------------- | ------------------------- |
| #                                              | Cyklist                   | Placering                 |
| 31                                             | Alexej Lutsenko (KAZ)     | DNS-4                     |
| 32                                             | Leonardo Basso (ITA)      | 94.                       |
| 33                                             | Samuele Battistella (ITA) | 74.                       |
| 34                                             | Fabio Felline (ITA)       | 88.                       |
| 35                                             | Vadim Pronskiy (KAZ)      | DNS-4                     |
| 36                                             | Harold Tejada (COL)       | 10.                       |
| 37                                             | Simone Velasco (ITA)      | 87.                       |
| Sportchef : Giuseppe Martinelli, Orlando Maini |                           |                           |

| Bahrain Victorious TBV                        | Bahrain Victorious TBV      | Bahrain Victorious TBV |
| --------------------------------------------- | --------------------------- | ---------------------- |
| #                                             | Cyklist                     | Placering              |
| 41                                            | Pello Bilbao (ESP)          | DNS-7                  |
| 42                                            | Nikias Arndt (GER)          | DNS-7                  |
| 43                                            | Filip Maciejuk (POL)        | DNS-7                  |
| 44                                            | Gino Mäder (SUI)            | DNF-5                  |
| 45                                            | Fran Miholjević (CRO)       | DNS-7                  |
| 46                                            | Johan Price-Pejtersen (DEN) | DNS-7                  |
| 47                                            | Antonio Tiberi (ITA)        | DNS-7                  |
| Sportchef : Roman Kreuziger, Enrico Poitschke |                             |                        |

| Bora-Hansgrohe BOH                 | Bora-Hansgrohe BOH          | Bora-Hansgrohe BOH |
| ---------------------------------- | --------------------------- | ------------------ |
| #                                  | Cyklist                     | Placering          |
| 51                                 | Maximilian Schachmann (GER) | 14.                |
| 52                                 | Matteo Fabbro (ITA)         | 47.                |
| 53                                 | Marco Haller (AUT)          | 96.                |
| 54                                 | Sergio Higuita (COL)        | 43.                |
| 55                                 | Jonas Koch (GER)            | 63.                |
| 56                                 | Jordi Meeus (BEL)           | 92.                |
| 57                                 | Cian Uijtdebroeks (BEL)     | 7.                 |
| Sportchef : Jens Zemke, Rolf Aldag |                             |                    |

| Cofidis COF                                      | Cofidis COF           | Cofidis COF |
| ------------------------------------------------ | --------------------- | ----------- |
| #                                                | Cyklist               | Placering   |
| 61                                               | Ion Izagirre (ESP)    | 12.         |
| 62                                               | Piet Allegaert (BEL)  | 91.         |
| 63                                               | Bryan Coquard (FRA)   | DNS-8       |
| 64                                               | Simon Geschke (GER)   | 53.         |
| 65                                               | Jonathan Lastra (ESP) | 48.         |
| 66                                               | Alexis Renard (FRA)   | 89.         |
| 67                                               | Rémy Rochas (FRA)     | 59.         |
| Sportchef : Roberto Damiani, Gorka Gerrikagoitia |                       |             |

| EF Education-EasyPost EFE                        | EF Education-EasyPost EFE          | EF Education-EasyPost EFE |
| ------------------------------------------------ | ---------------------------------- | ------------------------- |
| #                                                | Cyklist                            | Placering                 |
| 71                                               | Rigoberto Urán (COL)               | 6.                        |
| 72                                               | Stefan Bissegger (SUI) (tempolopp) | 49.                       |
| 73                                               | Mikkel Frølich Honoré (DEN)        | 28.                       |
| 74                                               | Neilson Powless (USA)              | 20.                       |
| 75                                               | Jonas Rutsch (GER)                 | 83.                       |
| 76                                               | Thomas Scully (NZL)                | DNS-7                     |
| 77                                               | Julius van den Berg (NED)          | DNS-7                     |
| Sportchef : Charles Wegelius, Tejay van Garderen |                                    |                           |

| Groupama-FDJ GFC                        | Groupama-FDJ GFC      | Groupama-FDJ GFC |
| --------------------------------------- | --------------------- | ---------------- |
| #                                       | Cyklist               | Placering        |
| 81                                      | Stefan Küng (SUI)     | DNS-7            |
| 82                                      | Arnaud Démare (FRA)   | DNS-7            |
| 83                                      | Romain Grégoire (FRA) | 15.              |
| 84                                      | Quentin Pacher (FRA)  | 34.              |
| 85                                      | Miles Scotson (AUS)   | DNS-7            |
| 86                                      | Michael Storer (AUS)  | 17.              |
| 87                                      | Samuel Watson (GBR)   | 100.             |
| Sportchef : Sébastien Joly, Yvon Madiot |                       |                  |

| Intermarché-Circus-Wanty ICW                     | Intermarché-Circus-Wanty ICW    | Intermarché-Circus-Wanty ICW |
| ------------------------------------------------ | ------------------------------- | ---------------------------- |
| #                                                | Cyklist                         | Placering                    |
| 91                                               | Biniam Girmay (ERI) (tempolopp) | DNS-7                        |
| 92                                               | Lilian Calmejane (FRA)          | DNS-7                        |
| 93                                               | Rui Costa (POR)                 | DNS-7                        |
| 94                                               | Dries De Pooter (BEL)           | DNS-7                        |
| 95                                               | Adrien Petit (FRA)              | DNS-7                        |
| 96                                               | Dion Smith (NZL)                | DNS-7                        |
| 97                                               | Mike Teunissen (NED)            | DNS-7                        |
| Sportchef : Dimitri Claeys, Pieter Vanspeybrouck |                                 |                              |

| Jumbo-Visma TJV                    | Jumbo-Visma TJV       | Jumbo-Visma TJV |
| ---------------------------------- | --------------------- | --------------- |
| #                                  | Cyklist               | Placering       |
| 101                                | Wout van Aert (BEL)   | 31.             |
| 102                                | Koen Bouwman (NED)    | 71.             |
| 103                                | Rohan Dennis (AUS)    | DNS-7           |
| 104                                | Robert Gesink (NED)   | 57.             |
| 105                                | Wilco Kelderman (NED) | 4.              |
| 106                                | Sam Oomen (NED)       | 23.             |
| 107                                | Mick van Dijke (NED)  | 56.             |
| Sportchef : Marc Reef, Addy Engels |                       |                 |

| Movistar Team MOV                       | Movistar Team MOV                   | Movistar Team MOV |
| --------------------------------------- | ----------------------------------- | ----------------- |
| #                                       | Cyklist                             | Placering         |
| 111                                     | Alex Aranburu (ESP)                 | 26.               |
| 112                                     | Iván García Cortina (ESP)           | 86.               |
| 113                                     | Gorka Izagirre (ESP)                | 19.               |
| 114                                     | Mathias Norsgaard (DEN) (tempolopp) | DNF-5             |
| 115                                     | Oier Lazkano (ESP)                  | 54.               |
| 116                                     | Lluís Mas (ESP)                     | 67.               |
| 117                                     | Gonzalo Serrano (ESP)               | 69.               |
| Sportchef : Pablo Lastras, Max Sciandri |                                     |                   |

| Soudal Quick-Step SOQ                       | Soudal Quick-Step SOQ                          | Soudal Quick-Step SOQ |
| ------------------------------------------- | ---------------------------------------------- | --------------------- |
| #                                           | Cyklist                                        | Placering             |
| 121                                         | Remco Evenepoel (BEL) (landsväg och tempolopp) | 3.                    |
| 122                                         | Kasper Asgreen (DEN)                           | 76.                   |
| 123                                         | Mattia Cattaneo (ITA)                          | 30.                   |
| 124                                         | James Knox (GBR)                               | 70.                   |
| 125                                         | Tim Merlier (BEL) (landsväg)                   | 102.                  |
| 126                                         | Mauro Schmid (SUI)                             | DNS-7                 |
| 127                                         | Bert Van Lerberghe (BEL)                       | 103.                  |
| Sportchef : Geert Van Bondt, Davide Bramati |                                                |                       |

| Arkéa-Samsic ARK                          | Arkéa-Samsic ARK      | Arkéa-Samsic ARK |
| ----------------------------------------- | --------------------- | ---------------- |
| #                                         | Cyklist               | Placering        |
| 131                                       | Matis Louvel (FRA)    | DNS-7            |
| 132                                       | Louis Barré (FRA)     | DNF-5            |
| 133                                       | Ewen Costiou (FRA)    | 32.              |
| 134                                       | Mathis Le Berre (FRA) | 78.              |
| 135                                       | Daniel McLay (GBR)    | DNS-7            |
| 136                                       | Luca Mozzato (ITA)    | DNS-8            |
| 137                                       | Andriy Ponomar (UKR)  | 45.              |
| Sportchef : Mickael Leveau, Kévin Rinaldi |                       |                  |

| Team DSM DSM                           | Team DSM DSM           | Team DSM DSM |
| -------------------------------------- | ---------------------- | ------------ |
| #                                      | Cyklist                | Placering    |
| 141                                    | Romain Bardet (FRA)    | 5.           |
| 142                                    | Pavel Bittner (CZE)    | 109.         |
| 143                                    | Matthew Dinham (AUS)   | 40.          |
| 144                                    | Sean Flynn (GBR)       | 107.         |
| 145                                    | Chris Hamilton (AUS)   | 42.          |
| 146                                    | Marius Mayrhofer (GER) | DNF-5        |
| 147                                    | Kevin Vermaerke (USA)  | 27.          |
| Sportchef : Pim Ligthart, Luke Roberts |                        |              |

| Team Jayco AlUla JAY      | Team Jayco AlUla JAY          | Team Jayco AlUla JAY |
| ------------------------- | ----------------------------- | -------------------- |
| #                         | Cyklist                       | Placering            |
| 151                       | Matteo Sobrero (ITA)          | 35.                  |
| 152                       | Felix Engelhardt (GER)        | 37.                  |
| 153                       | Hagos Welay Berhe (ETH)       | 16.                  |
| 154                       | Christopher Juul-Jensen (DEN) | 79.                  |
| 155                       | Jan Maas (NED)                | 33.                  |
| 156                       | Kelland O'Brien (AUS)         | 108.                 |
| 157                       | Callum Scotson (AUS)          | 13.                  |
| Sportchef : Mathew Hayman |                               |                      |

| Trek-Segafredo TFS                     | Trek-Segafredo TFS      | Trek-Segafredo TFS |
| -------------------------------------- | ----------------------- | ------------------ |
| #                                      | Cyklist                 | Placering          |
| 161                                    | Mattias Skjelmose (DEN) | 1.                 |
| 162                                    | Filippo Baroncini (ITA) | 65.                |
| 163                                    | Julien Bernard (FRA)    | 38.                |
| 164                                    | Tony Gallopin (FRA)     | 36.                |
| 165                                    | Jacopo Mosca (ITA)      | 72.                |
| 166                                    | Quinn Simmons (USA)     | DNS-7              |
| 167                                    | Edward Theuns (BEL)     | 99.                |
| Sportchef : Grégory Rast, Kim Andersen |                         |                    |

| UAE Team Emirates UAD                         | UAE Team Emirates UAD      | UAE Team Emirates UAD |
| --------------------------------------------- | -------------------------- | --------------------- |
| #                                             | Cyklist                    | Placering             |
| 171                                           | Juan Ayuso (ESP)           | 2.                    |
| 172                                           | Sjoerd Bax (NED)           | 77.                   |
| 173                                           | George Bennett (NZL)       | DNS-5                 |
| 174                                           | Alessandro Covi (ITA)      | 84.                   |
| 175                                           | Finn Fisher-Black (NZL)    | 39.                   |
| 176                                           | Marc Hirschi (SUI)         | DNS-7                 |
| 177                                           | Jay Vine (AUS) (tempolopp) | DNF-4                 |
| Sportchef : Fabrizio Guidi, Simone Pedrazzini |                            |                       |

| Israel-Premier Tech IPT             | Israel-Premier Tech IPT | Israel-Premier Tech IPT |
| ----------------------------------- | ----------------------- | ----------------------- |
| #                                   | Cyklist                 | Placering               |
| 181                                 | Dylan Teuns (BEL)       | 9.                      |
| 182                                 | Jakob Fuglsang (DEN)    | DNS-8                   |
| 183                                 | Reto Hollenstein (SUI)  | 73.                     |
| 184                                 | Hugo Houle (CAN)        | 21.                     |
| 185                                 | Daryl Impey (RSA)       | DNS-7                   |
| 186                                 | Krists Neilands (LAT)   | DNS-7                   |
| 187                                 | Nick Schultz (AUS)      | DNS-7                   |
| Sportchef : Sam Bewley, Steve Bauer |                         |                         |

| Lotto Dstny LTD                            | Lotto Dstny LTD           | Lotto Dstny LTD |
| ------------------------------------------ | ------------------------- | --------------- |
| #                                          | Cyklist                   | Placering       |
| 191                                        | Lennert Van Eetvelt (BEL) | DNS-7           |
| 192                                        | Johannes Adamietz (GER)   | 62.             |
| 193                                        | Cedric Beullens (BEL)     | DNS-4           |
| 194                                        | Pascal Eenkhoorn (NED)    | 58.             |
| 195                                        | Andreas Kron (DEN)        | 82.             |
| 196                                        | Sylvain Moniquet (BEL)    | DNS-7           |
| 197                                        | Michael Schwarzmann (GER) | 104.            |
| Sportchef : Maxime Monfort, Cherie Pridham |                           |                 |

| Q36.5 Pro Cycling Team Q36                     | Q36.5 Pro Cycling Team Q36 | Q36.5 Pro Cycling Team Q36 |
| ---------------------------------------------- | -------------------------- | -------------------------- |
| #                                              | Cyklist                    | Placering                  |
| 201                                            | Damien Howson (AUS)        | 18.                        |
| 202                                            | Gianluca Brambilla (ITA)   | DNF-2                      |
| 203                                            | Walter Calzoni (ITA)       | 97.                        |
| 204                                            | Mark Donovan (GBR)         | 41.                        |
| 205                                            | Carl Fredrik Hagen (NOR)   | 44.                        |
| 206                                            | Tobias Ludvigsson (SWE)    | 75.                        |
| 207                                            | Nickolas Zukowsky (CAN)    | 66.                        |
| Sportchef : Alex Sans Vega, Gabriele Missaglia |                            |                            |

| TotalEnergies TEN                       | TotalEnergies TEN               | TotalEnergies TEN |
| --------------------------------------- | ------------------------------- | ----------------- |
| #                                       | Cyklist                         | Placering         |
| 211                                     | Peter Sagan (SVK) (landsväg)    | 98.               |
| 212                                     | Maciej Bodnar (POL) (tempolopp) | 105.              |
| 213                                     | Jérémy Cabot (FRA)              | 81.               |
| 214                                     | Valentin Ferron (FRA)           | 68.               |
| 215                                     | Lorrenzo Manzin (FRA)           | 106.              |
| 216                                     | Daniel Oss (ITA)                | 90.               |
| 217                                     | Paul Ourselin (FRA)             | 52.               |
| Sportchef : Lylian Lebreton, Ján Valach |                                 |                   |

| Tudor Pro Cycling Team TUD                      | Tudor Pro Cycling Team TUD              | Tudor Pro Cycling Team TUD |
| ----------------------------------------------- | --------------------------------------- | -------------------------- |
| #                                               | Cyklist                                 | Placering                  |
| 221                                             | Yannis Voisard (SUI)                    | DNS-7                      |
| 222                                             | Jacob Eriksson (SWE) (landsväg)         | DNS-7                      |
| 223                                             | Alexander Kamp Egested (DEN) (landsväg) | DNS-7                      |
| 224                                             | Arthur Kluckers (LUX)                   | DNS-7                      |
| 225                                             | Sébastien Reichenbach (SUI)             | DNS-7                      |
| 226                                             | Joel Suter (SUI) (tempolopp)            | DNS-7                      |
| 227                                             | Roland Thalmann (SUI)                   | DNS-7                      |
| Sportchef : Sylvain Blanquefort, Marcel Sieberg |                                         |                            |

| Ineos Grenadiers IGD                        | Ineos Grenadiers IGD     | Ineos Grenadiers IGD |
| ------------------------------------------- | ------------------------ | -------------------- |
| #                                           | Cyklist                  | Placering            |
| 1                                           | Tom Pidcock (GBR)        | 22.                  |
| 2                                           | Kim Heiduk (GER)         | 60.                  |
| 3                                           | Michał Kwiatkowski (POL) | 29.                  |
| 4                                           | Jhonatan Narváez (ECU)   | 24.                  |
| 5                                           | Magnus Sheffield (USA)   | DNF-5                |
| 6                                           | Connor Swift (GBR)       | 85.                  |
| 7                                           | Ben Tulett (GBR)         | 46.                  |
| Sportchef : Roger Hammond, Zakkari Dempster |                          |                      |

| AG2R Citroën Team ACT                      | AG2R Citroën Team ACT   | AG2R Citroën Team ACT |
| ------------------------------------------ | ----------------------- | --------------------- |
| #                                          | Cyklist                 | Placering             |
| 11                                         | Felix Gall (AUT)        | 8.                    |
| 12                                         | Clément Berthet (FRA)   | 11.                   |
| 13                                         | Mikaël Cherel (FRA)     | 25.                   |
| 14                                         | Stan Dewulf (BEL)       | 61.                   |
| 15                                         | Jaakko Hänninen (FIN)   | 110.                  |
| 16                                         | Michael Schär (SUI)     | DNS-7                 |
| 17                                         | Clément Venturini (FRA) | 95.                   |
| Sportchef : Cyril Dessel, Stéphane Goubert |                         |                       |

| Alpecin-Deceuninck ADC                      | Alpecin-Deceuninck ADC     | Alpecin-Deceuninck ADC |
| ------------------------------------------- | -------------------------- | ---------------------- |
| #                                           | Cyklist                    | Placering              |
| 21                                          | Kaden Groves (AUS)         | 101.                   |
| 22                                          | Silvan Dillier (SUI)       | 80.                    |
| 23                                          | Michael Gogl (AUT)         | 51.                    |
| 24                                          | Quinten Hermans (BEL)      | 50.                    |
| 25                                          | Søren Kragh Andersen (DEN) | 93.                    |
| 26                                          | Xandro Meurisse (BEL)      | 55.                    |
| 27                                          | Kristian Sbaragli (ITA)    | 64.                    |
| Sportchef : Gianni Meersman, Rik Van Slycke |                            |                        |

| Astana Qazaqstan Team AST                      | Astana Qazaqstan Team AST | Astana Qazaqstan Team AST |
| ---------------------------------------------- | ------------------------- | ------------------------- |
| #                                              | Cyklist                   | Placering                 |
| 31                                             | Alexej Lutsenko (KAZ)     | DNS-4                     |
| 32                                             | Leonardo Basso (ITA)      | 94.                       |
| 33                                             | Samuele Battistella (ITA) | 74.                       |
| 34                                             | Fabio Felline (ITA)       | 88.                       |
| 35                                             | Vadim Pronskiy (KAZ)      | DNS-4                     |
| 36                                             | Harold Tejada (COL)       | 10.                       |
| 37                                             | Simone Velasco (ITA)      | 87.                       |
| Sportchef : Giuseppe Martinelli, Orlando Maini |                           |                           |

| Bahrain Victorious TBV                        | Bahrain Victorious TBV      | Bahrain Victorious TBV |
| --------------------------------------------- | --------------------------- | ---------------------- |
| #                                             | Cyklist                     | Placering              |
| 41                                            | Pello Bilbao (ESP)          | DNS-7                  |
| 42                                            | Nikias Arndt (GER)          | DNS-7                  |
| 43                                            | Filip Maciejuk (POL)        | DNS-7                  |
| 44                                            | Gino Mäder (SUI)            | DNF-5                  |
| 45                                            | Fran Miholjević (CRO)       | DNS-7                  |
| 46                                            | Johan Price-Pejtersen (DEN) | DNS-7                  |
| 47                                            | Antonio Tiberi (ITA)        | DNS-7                  |
| Sportchef : Roman Kreuziger, Enrico Poitschke |                             |                        |

| Bora-Hansgrohe BOH                 | Bora-Hansgrohe BOH          | Bora-Hansgrohe BOH |
| ---------------------------------- | --------------------------- | ------------------ |
| #                                  | Cyklist                     | Placering          |
| 51                                 | Maximilian Schachmann (GER) | 14.                |
| 52                                 | Matteo Fabbro (ITA)         | 47.                |
| 53                                 | Marco Haller (AUT)          | 96.                |
| 54                                 | Sergio Higuita (COL)        | 43.                |
| 55                                 | Jonas Koch (GER)            | 63.                |
| 56                                 | Jordi Meeus (BEL)           | 92.                |
| 57                                 | Cian Uijtdebroeks (BEL)     | 7.                 |
| Sportchef : Jens Zemke, Rolf Aldag |                             |                    |

| Cofidis COF                                      | Cofidis COF           | Cofidis COF |
| ------------------------------------------------ | --------------------- | ----------- |
| #                                                | Cyklist               | Placering   |
| 61                                               | Ion Izagirre (ESP)    | 12.         |
| 62                                               | Piet Allegaert (BEL)  | 91.         |
| 63                                               | Bryan Coquard (FRA)   | DNS-8       |
| 64                                               | Simon Geschke (GER)   | 53.         |
| 65                                               | Jonathan Lastra (ESP) | 48.         |
| 66                                               | Alexis Renard (FRA)   | 89.         |
| 67                                               | Rémy Rochas (FRA)     | 59.         |
| Sportchef : Roberto Damiani, Gorka Gerrikagoitia |                       |             |

| EF Education-EasyPost EFE                        | EF Education-EasyPost EFE          | EF Education-EasyPost EFE |
| ------------------------------------------------ | ---------------------------------- | ------------------------- |
| #                                                | Cyklist                            | Placering                 |
| 71                                               | Rigoberto Urán (COL)               | 6.                        |
| 72                                               | Stefan Bissegger (SUI) (tempolopp) | 49.                       |
| 73                                               | Mikkel Frølich Honoré (DEN)        | 28.                       |
| 74                                               | Neilson Powless (USA)              | 20.                       |
| 75                                               | Jonas Rutsch (GER)                 | 83.                       |
| 76                                               | Thomas Scully (NZL)                | DNS-7                     |
| 77                                               | Julius van den Berg (NED)          | DNS-7                     |
| Sportchef : Charles Wegelius, Tejay van Garderen |                                    |                           |

| Groupama-FDJ GFC                        | Groupama-FDJ GFC      | Groupama-FDJ GFC |
| --------------------------------------- | --------------------- | ---------------- |
| #                                       | Cyklist               | Placering        |
| 81                                      | Stefan Küng (SUI)     | DNS-7            |
| 82                                      | Arnaud Démare (FRA)   | DNS-7            |
| 83                                      | Romain Grégoire (FRA) | 15.              |
| 84                                      | Quentin Pacher (FRA)  | 34.              |
| 85                                      | Miles Scotson (AUS)   | DNS-7            |
| 86                                      | Michael Storer (AUS)  | 17.              |
| 87                                      | Samuel Watson (GBR)   | 100.             |
| Sportchef : Sébastien Joly, Yvon Madiot |                       |                  |

| Intermarché-Circus-Wanty ICW                     | Intermarché-Circus-Wanty ICW    | Intermarché-Circus-Wanty ICW |
| ------------------------------------------------ | ------------------------------- | ---------------------------- |
| #                                                | Cyklist                         | Placering                    |
| 91                                               | Biniam Girmay (ERI) (tempolopp) | DNS-7                        |
| 92                                               | Lilian Calmejane (FRA)          | DNS-7                        |
| 93                                               | Rui Costa (POR)                 | DNS-7                        |
| 94                                               | Dries De Pooter (BEL)           | DNS-7                        |
| 95                                               | Adrien Petit (FRA)              | DNS-7                        |
| 96                                               | Dion Smith (NZL)                | DNS-7                        |
| 97                                               | Mike Teunissen (NED)            | DNS-7                        |
| Sportchef : Dimitri Claeys, Pieter Vanspeybrouck |                                 |                              |

| Jumbo-Visma TJV                    | Jumbo-Visma TJV       | Jumbo-Visma TJV |
| ---------------------------------- | --------------------- | --------------- |
| #                                  | Cyklist               | Placering       |
| 101                                | Wout van Aert (BEL)   | 31.             |
| 102                                | Koen Bouwman (NED)    | 71.             |
| 103                                | Rohan Dennis (AUS)    | DNS-7           |
| 104                                | Robert Gesink (NED)   | 57.             |
| 105                                | Wilco Kelderman (NED) | 4.              |
| 106                                | Sam Oomen (NED)       | 23.             |
| 107                                | Mick van Dijke (NED)  | 56.             |
| Sportchef : Marc Reef, Addy Engels |                       |                 |

| Movistar Team MOV                       | Movistar Team MOV                   | Movistar Team MOV |
| --------------------------------------- | ----------------------------------- | ----------------- |
| #                                       | Cyklist                             | Placering         |
| 111                                     | Alex Aranburu (ESP)                 | 26.               |
| 112                                     | Iván García Cortina (ESP)           | 86.               |
| 113                                     | Gorka Izagirre (ESP)                | 19.               |
| 114                                     | Mathias Norsgaard (DEN) (tempolopp) | DNF-5             |
| 115                                     | Oier Lazkano (ESP)                  | 54.               |
| 116                                     | Lluís Mas (ESP)                     | 67.               |
| 117                                     | Gonzalo Serrano (ESP)               | 69.               |
| Sportchef : Pablo Lastras, Max Sciandri |                                     |                   |

| Soudal Quick-Step SOQ                       | Soudal Quick-Step SOQ                          | Soudal Quick-Step SOQ |
| ------------------------------------------- | ---------------------------------------------- | --------------------- |
| #                                           | Cyklist                                        | Placering             |
| 121                                         | Remco Evenepoel (BEL) (landsväg och tempolopp) | 3.                    |
| 122                                         | Kasper Asgreen (DEN)                           | 76.                   |
| 123                                         | Mattia Cattaneo (ITA)                          | 30.                   |
| 124                                         | James Knox (GBR)                               | 70.                   |
| 125                                         | Tim Merlier (BEL) (landsväg)                   | 102.                  |
| 126                                         | Mauro Schmid (SUI)                             | DNS-7                 |
| 127                                         | Bert Van Lerberghe (BEL)                       | 103.                  |
| Sportchef : Geert Van Bondt, Davide Bramati |                                                |                       |

| Arkéa-Samsic ARK                          | Arkéa-Samsic ARK      | Arkéa-Samsic ARK |
| ----------------------------------------- | --------------------- | ---------------- |
| #                                         | Cyklist               | Placering        |
| 131                                       | Matis Louvel (FRA)    | DNS-7            |
| 132                                       | Louis Barré (FRA)     | DNF-5            |
| 133                                       | Ewen Costiou (FRA)    | 32.              |
| 134                                       | Mathis Le Berre (FRA) | 78.              |
| 135                                       | Daniel McLay (GBR)    | DNS-7            |
| 136                                       | Luca Mozzato (ITA)    | DNS-8            |
| 137                                       | Andriy Ponomar (UKR)  | 45.              |
| Sportchef : Mickael Leveau, Kévin Rinaldi |                       |                  |

| Team DSM DSM                           | Team DSM DSM           | Team DSM DSM |
| -------------------------------------- | ---------------------- | ------------ |
| #                                      | Cyklist                | Placering    |
| 141                                    | Romain Bardet (FRA)    | 5.           |
| 142                                    | Pavel Bittner (CZE)    | 109.         |
| 143                                    | Matthew Dinham (AUS)   | 40.          |
| 144                                    | Sean Flynn (GBR)       | 107.         |
| 145                                    | Chris Hamilton (AUS)   | 42.          |
| 146                                    | Marius Mayrhofer (GER) | DNF-5        |
| 147                                    | Kevin Vermaerke (USA)  | 27.          |
| Sportchef : Pim Ligthart, Luke Roberts |                        |              |

| Team Jayco AlUla JAY      | Team Jayco AlUla JAY          | Team Jayco AlUla JAY |
| ------------------------- | ----------------------------- | -------------------- |
| #                         | Cyklist                       | Placering            |
| 151                       | Matteo Sobrero (ITA)          | 35.                  |
| 152                       | Felix Engelhardt (GER)        | 37.                  |
| 153                       | Hagos Welay Berhe (ETH)       | 16.                  |
| 154                       | Christopher Juul-Jensen (DEN) | 79.                  |
| 155                       | Jan Maas (NED)                | 33.                  |
| 156                       | Kelland O'Brien (AUS)         | 108.                 |
| 157                       | Callum Scotson (AUS)          | 13.                  |
| Sportchef : Mathew Hayman |                               |                      |

| Trek-Segafredo TFS                     | Trek-Segafredo TFS      | Trek-Segafredo TFS |
| -------------------------------------- | ----------------------- | ------------------ |
| #                                      | Cyklist                 | Placering          |
| 161                                    | Mattias Skjelmose (DEN) | 1.                 |
| 162                                    | Filippo Baroncini (ITA) | 65.                |
| 163                                    | Julien Bernard (FRA)    | 38.                |
| 164                                    | Tony Gallopin (FRA)     | 36.                |
| 165                                    | Jacopo Mosca (ITA)      | 72.                |
| 166                                    | Quinn Simmons (USA)     | DNS-7              |
| 167                                    | Edward Theuns (BEL)     | 99.                |
| Sportchef : Grégory Rast, Kim Andersen |                         |                    |

| UAE Team Emirates UAD                         | UAE Team Emirates UAD      | UAE Team Emirates UAD |
| --------------------------------------------- | -------------------------- | --------------------- |
| #                                             | Cyklist                    | Placering             |
| 171                                           | Juan Ayuso (ESP)           | 2.                    |
| 172                                           | Sjoerd Bax (NED)           | 77.                   |
| 173                                           | George Bennett (NZL)       | DNS-5                 |
| 174                                           | Alessandro Covi (ITA)      | 84.                   |
| 175                                           | Finn Fisher-Black (NZL)    | 39.                   |
| 176                                           | Marc Hirschi (SUI)         | DNS-7                 |
| 177                                           | Jay Vine (AUS) (tempolopp) | DNF-4                 |
| Sportchef : Fabrizio Guidi, Simone Pedrazzini |                            |                       |

| Israel-Premier Tech IPT             | Israel-Premier Tech IPT | Israel-Premier Tech IPT |
| ----------------------------------- | ----------------------- | ----------------------- |
| #                                   | Cyklist                 | Placering               |
| 181                                 | Dylan Teuns (BEL)       | 9.                      |
| 182                                 | Jakob Fuglsang (DEN)    | DNS-8                   |
| 183                                 | Reto Hollenstein (SUI)  | 73.                     |
| 184                                 | Hugo Houle (CAN)        | 21.                     |
| 185                                 | Daryl Impey (RSA)       | DNS-7                   |
| 186                                 | Krists Neilands (LAT)   | DNS-7                   |
| 187                                 | Nick Schultz (AUS)      | DNS-7                   |
| Sportchef : Sam Bewley, Steve Bauer |                         |                         |

| Lotto Dstny LTD                            | Lotto Dstny LTD           | Lotto Dstny LTD |
| ------------------------------------------ | ------------------------- | --------------- |
| #                                          | Cyklist                   | Placering       |
| 191                                        | Lennert Van Eetvelt (BEL) | DNS-7           |
| 192                                        | Johannes Adamietz (GER)   | 62.             |
| 193                                        | Cedric Beullens (BEL)     | DNS-4           |
| 194                                        | Pascal Eenkhoorn (NED)    | 58.             |
| 195                                        | Andreas Kron (DEN)        | 82.             |
| 196                                        | Sylvain Moniquet (BEL)    | DNS-7           |
| 197                                        | Michael Schwarzmann (GER) | 104.            |
| Sportchef : Maxime Monfort, Cherie Pridham |                           |                 |

| Q36.5 Pro Cycling Team Q36                     | Q36.5 Pro Cycling Team Q36 | Q36.5 Pro Cycling Team Q36 |
| ---------------------------------------------- | -------------------------- | -------------------------- |
| #                                              | Cyklist                    | Placering                  |
| 201                                            | Damien Howson (AUS)        | 18.                        |
| 202                                            | Gianluca Brambilla (ITA)   | DNF-2                      |
| 203                                            | Walter Calzoni (ITA)       | 97.                        |
| 204                                            | Mark Donovan (GBR)         | 41.                        |
| 205                                            | Carl Fredrik Hagen (NOR)   | 44.                        |
| 206                                            | Tobias Ludvigsson (SWE)    | 75.                        |
| 207                                            | Nickolas Zukowsky (CAN)    | 66.                        |
| Sportchef : Alex Sans Vega, Gabriele Missaglia |                            |                            |

| TotalEnergies TEN                       | TotalEnergies TEN               | TotalEnergies TEN |
| --------------------------------------- | ------------------------------- | ----------------- |
| #                                       | Cyklist                         | Placering         |
| 211                                     | Peter Sagan (SVK) (landsväg)    | 98.               |
| 212                                     | Maciej Bodnar (POL) (tempolopp) | 105.              |
| 213                                     | Jérémy Cabot (FRA)              | 81.               |
| 214                                     | Valentin Ferron (FRA)           | 68.               |
| 215                                     | Lorrenzo Manzin (FRA)           | 106.              |
| 216                                     | Daniel Oss (ITA)                | 90.               |
| 217                                     | Paul Ourselin (FRA)             | 52.               |
| Sportchef : Lylian Lebreton, Ján Valach |                                 |                   |

| Tudor Pro Cycling Team TUD                      | Tudor Pro Cycling Team TUD              | Tudor Pro Cycling Team TUD |
| ----------------------------------------------- | --------------------------------------- | -------------------------- |
| #                                               | Cyklist                                 | Placering                  |
| 221                                             | Yannis Voisard (SUI)                    | DNS-7                      |
| 222                                             | Jacob Eriksson (SWE) (landsväg)         | DNS-7                      |
| 223                                             | Alexander Kamp Egested (DEN) (landsväg) | DNS-7                      |
| 224                                             | Arthur Kluckers (LUX)                   | DNS-7                      |
| 225                                             | Sébastien Reichenbach (SUI)             | DNS-7                      |
| 226                                             | Joel Suter (SUI) (tempolopp)            | DNS-7                      |
| 227                                             | Roland Thalmann (SUI)                   | DNS-7                      |
| Sportchef : Sylvain Blanquefort, Marcel Sieberg |                                         |                            |